# バルバリーゴ (潜水艦)
バルバリーゴ(イタリア語: Barbarigo)は、イタリア王国海軍が所有していたマルチェロ級潜水艦。第二次世界大戦では、日本やドイツへの軍需品の運搬に従事していたが、作戦参加後初の航海中であった1943年6月24日にイギリス哨戒機の攻撃を受け、日本の陸軍軍人権藤正威大佐らを乗せたままモロッコ沖で沈没した。